# Ewa Kasprzyková
Ewa Kasprzyková (* 7. září 1957 Poznaň) je bývalá polská atletka, sprinterka.

## Sportovní kariéra
Prvních úspěchů dosáhla už jako juniorka. Na evropském halovém šampionátu v roce 1975 byla členkou stříbrné polské štafety na 4 × 100 metrů. Na premiérovém mistrovství světa v roce 1983 doběhla osmá ve finále na běhu na 200 metrů. O tři roky později vybojovala stříbrnou medaili v běhu na 200 metrů na evropském halovém šampionátu v Madridu. Na mistrovství Evropy v roce 1986 získala bronzovou medaili ve štafetě na 4 × 400 metrů. Při startu na druhém mistrovství světa v roce 1987 se probojovala do finále běhu na 200 metrů, kde skončila sedmá. Největším úspěchem s pro ni stal titul halové mistryně Evropy v běhu na 200 metrů v roce 1988.